# Vésinet (tổng)
canton du Vésinet là một tổng của Pháp, tọa lạc tại tỉnh Yvelines trong vùng Île-de-France của Pháp.

## Phân chia hành chính
Le canton du Vésinet bao gồm 2 xã: 
- Le Vésinet: 15 921 dân (thủ phủ của tổng),
- Montesson: 13 750 dân.